# Lac Elgin
Lac Elgin är en sjö i Kanada.   Den ligger i regionen Estrie och provinsen Québec, i den sydöstra delen av landet, 300 km öster om huvudstaden Ottawa. Lac Elgin ligger 268 meter över havet. Arean är 2,2 kvadratkilometer.Den sträcker sig 1,5 kilometer i nord-sydlig riktning, och 3,4 kilometer i öst-västlig riktning.
I omgivningarna runt Lac Elgin växer i huvudsak blandskog. Runt Lac Elgin är det mycket glesbefolkat, med 2 invånare per kvadratkilometer.